# Lijst van Nederlandse studentensportverenigingen
Dit is een lijst van Nederlandse studentensportverenigingen.
Het primaire doel van deze studentenverenigingen is een sportieve functie te vervullen, namelijk het bieden van de leden van een sportief kader tijdens de studie.

## Almere
| Vereniging    | Oprichtingsdatum | Status | Doelgroep/Instituut                         | Koepelorganisatie/Netwerk           | Ledental | Afbeelding |
| ------------- | ---------------- | ------ | ------------------------------------------- | ----------------------------------- | -------- | ---------- |
| A.S.R.V. Agon | 26 november 2015 | Actief | MBO'ers, HBO'ers en universitaire studenten | Nederlandse Studenten Roeifederatie |          |            |

## Amsterdam
| Vereniging                          | Oprichtingsdatum | Status                      | Doelgroep/Instituut                                                              | Koepelorganisatie/Netwerk                                     | Ledental | Afbeelding |
| ----------------------------------- | ---------------- | --------------------------- | -------------------------------------------------------------------------------- | ------------------------------------------------------------- | -------- | ---------- |
| A.A.S.R. Skøll                      | 3 november 1966  | Actief                      |                                                                                  | Amsterdamse Kamer van Verenigingen                            | 1035     |            |
| A.C.G.F.                            | 1994             | Actief als ondervereniging  | A.S.C./A.V.S.V.                                                                  | A.S.C./A.V.S.V.                                               |          |            |
| A.V.S.R.V. A.M.A.Z.O.N.E.N.         | 1933             | Opgegaan in A.S.R. H.O.R.S. | A.V.S.V.                                                                         |                                                               |          |            |
| Amsterdam Lions                     |                  |                             |                                                                                  |                                                               |          |            |
| Amsterdamse Studenten Alpen Club    | 1927             | Actief                      |                                                                                  | Nederlandse Studenten Alpen Club (Amsterdams Studenten Corps) | 450      |            |
| A.S.A.V. Aquila                     | 1885             |                             |                                                                                  |                                                               |          |            |
| A.S.C.V.                            | 2011             | Actief als ondervereniging  | A.S.C./A.V.S.V.                                                                  | A.S.C./A.V.S.V.                                               |          |            |
| ASRV Ascrum                         | 1 november 1962  | Actief als ondervereniging  | A.S.C./A.V.S.V.                                                                  | A.S.C./A.V.S.V.                                               | 150      |            |
| A.S.T.V. Chip & Charge              |                  |                             |                                                                                  |                                                               |          |            |
| D.E.R.M.                            |                  |                             |                                                                                  |                                                               |          |            |
| A.S.S.V. Esprit                     |                  |                             |                                                                                  |                                                               |          |            |
| A.S.R. H.O.R.S.                     | 1911             | Actief als ondervereniging  | A.S.C./A.V.S.V.                                                                  | A.S.C./A.V.S.V. (Amsterdamsch Studenten Corps)                |          |            |
| ASR Nereus                          | 1885             | Actief als ondervereniging  | A.S.C./A.V.S.V.                                                                  | A.S.C./A.V.S.V.                                               | 950      |            |
| R.S.V.U. Okeanos                    | 1957             | Actief                      | Vrije Universiteit Amsterdam Universiteit van Amsterdam Hogeschool van Amsterdam |                                                               |          |            |
| A.S.Z.V. Orionis                    | 5 november 1985  | Actief                      |                                                                                  | Amsterdamse Kamer van Verenigingen                            |          |            |
| BC Schrobbelaar                     | 1997             | Actief                      | Universiteit van Amsterdam Hogeschool van Amsterdam                              |                                                               | 75       |            |
| A.S.T. Shot                         | 1919             | Actief als ondervereniging  | A.S.C./A.V.S.V.                                                                  | A.S.C./A.V.S.V.                                               |          |            |
| A.S.S.W.S.V. SKITS                  | 9 mei 2003       | Actief                      |                                                                                  |                                                               |          |            |
| A.S.Z.V. Spons                      |                  |                             |                                                                                  |                                                               |          |            |
| SDV AmsterDance                     | 4 oktober 2012   | Actief                      |                                                                                  |                                                               |          |            |
| Studenten Duik Vereniging Amsterdam |                  |                             |                                                                                  |                                                               |          |            |
| SVU                                 |                  |                             |                                                                                  |                                                               |          |            |
| SKV Amsterdam                       | 13 juni 2002     | Actief                      | Vrije Universiteit Amsterdam Universiteit van Amsterdam Hogeschool van Amsterdam |                                                               |          |            |
| ASVU TeniSTA                        |                  |                             |                                                                                  |                                                               |          |            |
| S.IJ.V.A Thor                       |                  |                             |                                                                                  |                                                               |          |            |
| United Shuttle Champions            | 2006             | Actief                      | Universiteit van Amsterdam Hogeschool van Amsterdam                              |                                                               |          |            |
| US Badminton                        |                  | Actief                      | Universiteit van Amsterdam Vrije Universiteit Amsterdam                          | US sport                                                      |          |            |
| US Basketball                       |                  | Actief                      | Universiteit van Amsterdam Vrije Universiteit Amsterdam                          | US sport                                                      |          |            |
| US Handbal                          |                  | Actief                      | Universiteit van Amsterdam Vrije Universiteit Amsterdam                          | US sport                                                      |          |            |
| US Tafeltennis                      |                  | Actief                      | Universiteit van Amsterdam Vrije Universiteit Amsterdam                          | US sport                                                      |          |            |
| US volleybal                        |                  | Actief                      | Universiteit van Amsterdam Vrije Universiteit Amsterdam                          | US sport                                                      |          |            |
| UvO Amsterdam                       | 1997             | Actief                      | Universiteit van Amsterdam Hogeschool van Amsterdam                              |                                                               | 100      |            |
| JAWS                                |                  |                             |                                                                                  |                                                               |          |            |

## Breda
| Vereniging      | Oprichtingsdatum | Status    | Doelgroep/Instituut | Koepelorganisatie/Netwerk | Ledental | Afbeelding |
| --------------- | ---------------- | --------- | ------------------- | ------------------------- | -------- | ---------- |
| B.S.R.V. Scylla | 22 februari 2005 | Opgeheven |                     |                           |          |            |

## Delft
| Vereniging                         | Oprichtingsdatum | Status                     | Doelgroep/Instituut           | Koepelorganisatie/Netwerk                | Ledental | Afbeelding |
| ---------------------------------- | ---------------- | -------------------------- | ----------------------------- | ---------------------------------------- | -------- | ---------- |
| Delft Student E-sports Association | 2015             | Actief                     | Technische Universiteit Delft |                                          | 150      |            |
| Ariston'80                         | 6 juni 1980      | Actief                     |                               |                                          | 300      |            |
| D.S.W.Z. Broach                    | 28 augustus 2002 | Actief                     |                               |                                          |          |            |
| Delftsche Studenten Rugby-Club     | 8 oktober 1918   | Actief                     | Delftsch Studenten Corps      | Delftsch Studenten Corps                 |          |            |
| D.F.C.                             | 2004             | Actief                     | Technische Universiteit Delft |                                          | 30       |            |
| Delftsche Studenten Aeroclub       | 30 januari 1931  | Actief                     | Delftsch Studenten Corps      | Delftsch Studenten Corps                 |          |            |
| D.S.A.V. de Delvers                |                  | Opgegaan in De Koplopers   |                               |                                          |          |            |
| D.S.A.V. Dodeka                    | 25 februari 2019 | Actief                     | Technische Universiteit Delft | Nederlandse Studenten Atletiek Federatie | 125      |            |
| Punch Basketball                   | 1952             | Actief                     | Technische Universiteit Delft |                                          |          |            |
| Hitmanics                          | 2009             | Actief                     | Technische Universiteit Delft |                                          |          |            |
| D.S.H.C.                           | 24 oktober 1898  | Actief                     |                               |                                          |          |            |
| D.S.H.V. Torius                    | 28 juni 1990     | Actief                     |                               |                                          | 50       |            |
| D.S.K.V. Paal Centraal             | 7 juni 1994      | Actief                     | Technische Universiteit Delft | Studentenkorfbalcommissie                |          |            |
| D.S.R. Proteus-Eretes              | 1970             | Actief                     |                               | Verenigingsraad Delft                    | 900      |            |
| D.S.R.V. Laga                      | 1876             | Actief                     | Delftsch Studenten Corps      | Delftsch Studenten Corps                 | 700      |            |
| D.S.S.B.C. "Paris"                 | 1889             | Actief                     | Delftsch Studenten Corps      | Delftsch Studenten Corps                 |          |            |
| DSSV ELS                           | 1999             | Actief                     | Technische Universiteit Delft |                                          | 100      |            |
| D.S.V.V. Ouwe Schoen               | 9 november 1889  | Actief                     | Delftsch Studenten Corps      | Delftsch Studenten Corps                 |          |            |
| D.S.T.V Obvius                     | 2004             | Actief                     | Technische Universiteit Delft |                                          | 370      |            |
| D.S.T.V. Trinity                   |                  |                            |                               |                                          |          |            |
| D.S.T. Pegasus                     | 2008             | Actief                     | Technische Universiteit Delft |                                          |          |            |
| D.S.V.V. Punch                     | 1950             | Actief                     |                               | Verenigingsraad Delft                    | 350      |            |
| DSZ WAVE                           | 1990             | Actief                     |                               | Nederlandse Studenten Zwem Kompetitie    |          |            |
| D.S.L.V. Delft Lacrosse            | september 2007   | Actief                     |                               |                                          |          |            |
| Delft Dragons                      | 2000             | Opgeheven                  |                               |                                          |          |            |
| Eretes                             | 1966             | opgegaan in Proteus-Eretes |                               |                                          |          |            |
| FC Tutor                           | 22 mei 1995      | Actief                     | Technische Universiteit Delft |                                          |          |            |
| Force Elektro                      | 20 mei 1993      | Actief                     | Technische Universiteit Delft |                                          |          |            |
| Kratos '08                         | 2008             | Actief                     |                               |                                          |          |            |
| Rock'n Delft                       | 2010             | Actief                     |                               |                                          |          |            |
| S.B.V Slopend                      | 1 mei 2009       | Actief                     |                               |                                          |          |            |
| S.H.C. Scoop                       | 2007             | Actief                     |                               |                                          | 160      |            |
| S.V.A.C. Yeti                      |                  | Actief                     |                               | Nederlandse Studenten Alpen Club         |          |            |
| SVHC Dopie                         | 14 oktober 1946  | Actief                     | K.S.V. Sanctus Virgilius      | K.S.V. Sanctus Virgilius                 | 275      |            |
| S.V.R.C.                           | 2007             | Actief                     | K.S.V. Sanctus Virgilius      | K.S.V. Sanctus Virgilius                 |          |            |
| S.V.T.V. Tenniphil                 | 26 maart 1947    | Actief                     | K.S.V. Sanctus Virgilius      | K.S.V. Sanctus Virgilius                 | 350      |            |
| S.V.V.V. Taurus                    | 17 oktober 1946  | Actief                     | K.S.V. Sanctus Virgilius      | K.S.V. Sanctus Virgilius                 |          |            |
| S.W.V. Plankenkoorts               | 1981             | Actief                     | Technische Universiteit Delft |                                          | 500      |            |
| SoSalsa!                           |                  | Actief                     |                               |                                          |          |            |
| D.S.D.A Dynamic                    | 2020             | Actief                     | Technische Universiteit Delft |                                          | 220      |            |
| SRC Thor                           | 5 november 1963  | Actief                     | Technische Universiteit Delft | Verenigingsraad Delft                    |          |            |
| VRV Proteus                        | 7 juli 1947      | opgegaan in Proteus-Eretes | K.S.V. Sanctus Virgilius      |                                          |          |            |
| W.T.O.S.                           | 1983             | Actief                     |                               |                                          |          |            |

## Den Haag
| Vereniging                                        | Oprichtingsdatum | Status | Doelgroep/Instituut | Koepelorganisatie/Netwerk | Ledental | Afbeelding |
| ------------------------------------------------- | ---------------- | ------ | ------------------- | ------------------------- | -------- | ---------- |
| H.S.R.V. Pelargos                                 | 2 mei 2002       | Actief |                     |                           | 145      |            |
| Haagsch Studenten Schutters Korps 'Pro Libertate' | 4 maart 1959     | Actief |                     |                           |          |            |

## Eindhoven
| Vereniging                           | Oprichtingsdatum | Status    | Doelgroep/Instituut                                                                     | Koepelorganisatie/Netwerk             | Ledental | Afbeelding |
| ------------------------------------ | ---------------- | --------- | --------------------------------------------------------------------------------------- | ------------------------------------- | -------- | ---------- |
| Avalanche Boarders                   | 1999             | Actief    |                                                                                         | Eindhovense Studenten Sport Federatie |          |            |
| E.S.A.T.S. All Terrain               |                  | Actief    |                                                                                         | Eindhovense Studenten Sport Federatie |          |            |
| E.S.A.V. Asterix                     | 6 maart 1969     | Actief    |                                                                                         | Eindhovense Studenten Sport Federatie | 75       |            |
| E.S.B.V. Panache                     | 7 november 1962  | Actief    |                                                                                         | Eindhovense Studenten Sport Federatie |          |            |
| E.S.B.V. Samourais                   |                  | Actief    |                                                                                         | Eindhovense Studenten Sport Federatie |          |            |
| E.S.B.V. Tantalus                    | 1961             | Actief    |                                                                                         | Eindhovense Studenten Sport Federatie |          |            |
| E.S.C.V. Impulsão                    |                  |           |                                                                                         |                                       |          |            |
| E.S.D.V. Blub                        | 2004             | Opgeheven |                                                                                         |                                       | 35       |            |
| E.S.D.V. Footloose                   | 23 januari 1991  | Actief    | Technische Universiteit Eindhoven Fontys Hogeschool Design Academy Eindhoven            | V.S.E. Scala                          | 500      |            |
| E.S.E.V. Zephyr                      | 21 oktober 2015  | Actief    | Technische Universiteit Eindhoven Fontys Hogeschool                                     | Eindhovense Studenten Sport Federatie | 129      |            |
| E.S.F.V. Vertigo                     | 2008             | Actief    |                                                                                         | Eindhovense Studenten Sport Federatie |          |            |
| E.S.G.V. De Club                     | 12 juni 2002     | Actief    |                                                                                         | Eindhovense Studenten Sport Federatie |          |            |
| E.S.H. Da Vinci                      | 2 februari 2005  | Actief    |                                                                                         | Eindhovense Studenten Sport Federatie |          |            |
| E.S.H.V. THE Studs                   |                  |           |                                                                                         |                                       |          |            |
| E.S.IJ.V. Icehawks                   |                  |           |                                                                                         | Eindhovense Studenten Sport Federatie | 35       |            |
| ESKV Attila                          | 4 oktober 1990   | Actief    |                                                                                         | Eindhovense Studenten Sport Federatie |          |            |
| E.S.K.V. Dynamos                     | 1991             | Actief    |                                                                                         |                                       |          |            |
| E.S.K.V. Okawa                       | 1982             | Actief    |                                                                                         | Eindhovense Studenten Sport Federatie |          |            |
| E.S.L.V. Screaming Eagles            | 2010             | Actief    |                                                                                         | Eindhovense Studenten Sport Federatie |          |            |
| E.S.R.C. The Elephants               |                  | Actief    |                                                                                         | Eindhovense Studenten Sport Federatie |          |            |
| E.S.R. Thêta                         | 12 juni 1975     | Actief    | Technische Universiteit Eindhoven                                                       | Eindhovense Studenten Sport Federatie |          |            |
| E.S.R.V. Concorde                    |                  | Actief    |                                                                                         | Eindhovense Studenten Sport Federatie |          |            |
| E.S.S.R.V. Quatsh                    |                  | Actief    |                                                                                         | Eindhovense Studenten Sport Federatie |          |            |
| E.S.S.V. Hoc Habet                   | 1966             | Actief    |                                                                                         | Eindhovense Studenten Sport Federatie |          |            |
| E.S.T. Fellenoord                    | 17 december 1970 | Actief    | Technische Universiteit Eindhoven                                                       | Eindhovense Studenten Sport Federatie | 300      |            |
| E.S.T.C. Twist                       | 3 juni 1985      | Actief    |                                                                                         | Eindhovense Studenten Sport Federatie | 70       |            |
| E.S.T.T.V. TAVERES                   | 1 oktober 1966   | Actief    |                                                                                         | Eindhovense Studenten Sport Federatie |          |            |
| E.S.T.V. Ilyeo                       | 2004             | Actief    |                                                                                         | Eindhovense Studenten Sport Federatie | 25       |            |
| E.S.W.V. Squadra Veloce              | 1995             | Actief    | Technische Universiteit Eindhoven Fontys Hogeschool                                     | Eindhovense Studenten Sport Federatie | 200      |            |
| E.S.V.V. Hajraa                      | 1957             | Actief    |                                                                                         | Eindhovense Studenten Sport Federatie |          |            |
| E.S.V.V. Pusphaira                   | 27 april 1968    | Actief    |                                                                                         | Eindhovense Studenten Sport Federatie |          |            |
| E.S.W.V. Qi Dao                      | 2006             | Actief    |                                                                                         |                                       |          |            |
| E.S.W.V. WETH                        | 1982             | Actief    |                                                                                         | Eindhovense Studenten Sport Federatie |          |            |
| E.S.W.Z.V. Nayade                    | 1961             | Actief    |                                                                                         | Eindhovense Studenten Sport Federatie |          |            |
| E.S.Z.V. Boreas                      | 1987             | Actief    |                                                                                         | Eindhovense Studenten Sport Federatie |          |            |
| E.S.Z.V. Oktopus                     | 6 juni 1969      | Actief    |                                                                                         | Eindhovense Studenten Sport Federatie |          |            |
| E.S.Z.V.V. Totelos                   | 1979             | Actief    |                                                                                         | Eindhovense Studenten Sport Federatie | 150      |            |
| ESAC                                 |                  | Actief    |                                                                                         | Eindhovense Studenten Sport Federatie |          |            |
| ESSV Isis                            | 7 oktober 1969   | Actief    | Technische Universiteit Eindhoven Fontys Hogescholen Eindhoven Design Academy Eindhoven | Eindhovense Studenten Sport Federatie | 100      |            |
| D.R.V. Telamon                       | 9 februari 1966  | Opgeheven | Technische Hogeschool Eindhoven                                                         | E.S.V. Demos                          |          |            |
| E.S.H.V. Don Quishoot                | 4 augustus 1997  | Actief    | Technische Universiteit Eindhoven                                                       | Eindhovense Studenten Sport Federatie |          |            |
| IMPACT                               |                  | Actief    |                                                                                         | Eindhovense Studenten Sport Federatie |          |            |
| S.P.V. Blue                          | 2011             | Actief    |                                                                                         | Eindhovense Studenten Sport Federatie |          |            |
| V.V. Tamar                           | 8 oktober 1963   | Actief    | Technische Universiteit Eindhoven Fontys Hogescholen                                    | Eindhovense Studenten Sport Federatie | 85       |            |
| Zweefvliegclub Eindhovense Studenten | 27 maart 1963    | Actief    | Technische Universiteit Eindhoven                                                       | Eindhovense Studenten Sport Federatie | 100      |            |

## Enschede
| Vereniging                                          | Oprichtingsdatum      | Status   | Doelgroep/Instituut        | Koepelorganisatie/Netwerk             | Ledental | Afbeelding |
| --------------------------------------------------- | --------------------- | -------- | -------------------------- | ------------------------------------- | -------- | ---------- |
| A.D.S.K.V. Slagvaardig                              | 31 mei 2006           | Actief   | Universiteit Twente        |                                       | 50       |            |
| S.K.V. A la Kart                                    |                       | Actief   | Universiteit Twente Saxion |                                       |          |            |
| B.S.V. De Stoottroepen                              | 1999                  | Actief   |                            |                                       |          |            |
| Break Even                                          |                       | Actief   |                            |                                       |          |            |
| D.A.V. Kronos                                       | 17 september 1964     | Actief   | Universiteit Twente        |                                       | 100      |            |
| D.B.V. Arriba                                       | 3 oktober 1964        | Actief   | Universiteit Twente        |                                       |          |            |
| D.B.V. de Stretchers                                | 1983                  | Actief   | Universiteit Twente        |                                       |          |            |
| D.B.V. DIOK                                         | 24 september 1987     | Actief   | Universiteit Twente        |                                       |          |            |
| D.H.C. Drienerlo                                    | 1964                  | Actief   |                            |                                       |          |            |
| D.K.V. Euros                                        |                       | Actief   |                            |                                       |          |            |
| D.R.V. Euros                                        | 2 september 1964 1969 | Actief   | Universiteit Twente        |                                       |          |            |
| D.R.V. Hippocampus                                  |                       | Actief   |                            | KNHS-VNS                              |          |            |
| D.S.S.V. Tartaros                                   | 21 oktober 2009       | Actief   |                            | Survivalrun Bond Nederland            | 65       |            |
| D.S.T.V. Aloha                                      | 1994                  | Actief   |                            |                                       |          |            |
| D.S.V. 4 happy feet                                 | 28 maart 1994         | Actief   | Universiteit Twente        |                                       |          |            |
| D.S.V. De Skeuvel                                   | 28 november 1966      | Actief   | Universiteit Twente        |                                       | 250      |            |
| D.S.V. Gascogne                                     |                       | Actief   |                            |                                       |          |            |
| DTTV Thibats                                        | 23 september 1964     | Actief   | Universiteit Twente        |                                       | 50       |            |
| D.W.V. Hardboard                                    | 11 november 1987      | Actief   | Universiteit Twente Saxion | Sportkoepel UT                        | 150      |            |
| D.W.V. Klein Verzet                                 | 1969                  | Actief   | Universiteit Twente Saxion |                                       |          |            |
| DZ Euros                                            | 2 september 1964 1969 | Actief   | Universiteit Twente        | VNSZ Nestor                           |          |            |
| D.Z.C. Vleugellam                                   |                       | Actief   | Universiteit Twente Saxion |                                       |          |            |
| Disc Devils Twente                                  | 1990                  | Actief   | Universiteit Twente        |                                       | 40       |            |
| Drienerlose Klootschietvereniging 'de Zeuven Reeën' | 24 Maart 2015         | Actief   | Universiteit Twente        |                                       | 60       |            |
| E.S.B.V. Buitenwesten                               | 21 april 2008         | Actief   | Universiteit Twente        |                                       | 100      |            |
| H.S.V. High Tech Hitters                            | 17 december 1987      | Actief   | Universiteit Twente        |                                       |          |            |
| Cabezota                                            | 1964                  | Actief   | Universiteit Twente        |                                       |          |            |
| Harambee                                            | 23 september 1964     | Actief   | Universiteit Twente        |                                       | 300      |            |
| Messed Up                                           | 2005                  | Actief   | Universiteit Twente        |                                       |          |            |
| MotorSportGroep                                     | 1 juni 1970           | Actief   | Universiteit Twente Saxion |                                       |          |            |
| S.K.V. Hercules                                     | 16 januari 2002       | Actief   | Universiteit Twente        |                                       |          |            |
| S.V. Lichtgeraakt                                   | 1964                  | Actief   | Universiteit Twente        |                                       |          |            |
| S.Y.H.V. The Slapping Studs                         | 1982                  | Actief   | Universiteit Twente Saxion |                                       |          |            |
| Sagittarius                                         |                       | Actief   | Universiteit Twente        |                                       |          |            |
| Schaakvereniging Drienerlo                          |                       | Inactief | Universiteit Twente        |                                       |          |            |
| T.C. Ludica                                         |                       | Actief   |                            |                                       | 350      |            |
| T.S.A.C.                                            | 3 december 1979       | Actief   | Universiteit Twente        | NSAC                                  | 340      |            |
| Turnvereniging Linea Recta                          |                       | Actief   |                            |                                       |          |            |
| V.A.S. Arashi                                       |                       | Actief   | Universiteit Twente        |                                       |          |            |
| VV Drienerlo                                        | 22 september 1964     | Actief   | Universiteit Twente        |                                       | 450      |            |
| SKV Vakgericht                                      | 7 februari 1990       | Actief   | Universiteit Twente        | Studentenkorfbalcommissie             |          |            |
| ZPV Piranha                                         | 1965                  | Actief   | Universiteit Twente Saxion | Nederlandse Studenten Zwem Kompetitie | 300      |            |

## Groningen
| Vereniging                     | Oprichtingsdatum | Status    | Doelgroep/Instituut                                   | Koepelorganisatie/Netwerk             | Ledental | Afbeelding |
| ------------------------------ | ---------------- | --------- | ----------------------------------------------------- | ------------------------------------- | -------- | ---------- |
| A.G.S.R. Gyas                  | 12 mei 1964      | Actief    |                                                       |                                       | 955      |            |
| GSDC Ad Fundum                 | 1973             | Actief    | Rijksuniversiteit Groningen Hanzehogeschool Groningen |                                       | 100      |            |
| Groninger Studenten Alpen Club | 7 februari 1946  | Actief    |                                                       | ACLO                                  | 225      |            |
| Arenicola                      | 8 februari 1968  | Actief    |                                                       |                                       | 125      |            |
| G.B.D. Calamari                | 1965             | Actief    |                                                       |                                       | 80       |            |
| Deltaserat                     |                  | Actief    |                                                       | ACLO                                  | 134      |            |
| G.C.H.C.                       | 1929             |           |                                                       |                                       | 802      |            |
| G.S.A.                         | 1975             | Slapend   |                                                       |                                       |          |            |
| G.S.A.V. Vitalis               | 1996             | Actief    |                                                       |                                       | 130      |            |
| G.S.A.V.V. Forward             | 1 april 1903     | Actief    |                                                       | GSC Vindicat atque Polit              | 289      |            |
| GSBC AMOR                      | 1963             | Actief    |                                                       | ACLO                                  | 110      |            |
| GSBV De Groene Uilen           | 1957             | Actief    |                                                       |                                       | 178      |            |
| G.S.B.V. De Mattekloppers      | 1968             | Actief    | Rijksuniversiteit Groningen Hanzehogeschool Groningen | ACLO                                  | 140      |            |
| GSBV Moestasj                  | 23 juni 1976     | Actief    | Rijksuniversiteit Groningen Hanzehogeschool Groningen | ACLO                                  | 51       |            |
| G.S.B.V. Pugilicé              |                  | Actief    |                                                       |                                       | 76       |            |
| G.S.B.V. Tweeslag              |                  | Actief    |                                                       |                                       | 184      |            |
| G.S.F.V. Drs. Vijfje           | 27 maart 2003    | Actief    | Rijksuniversiteit Groningen Hanzehogeschool Groningen | ACLO                                  | 500      |            |
| G.S.G.V.                       | 14 februari 2005 | Actief    |                                                       | Nederlandse Studenten Golf Vereniging |          |            |
| G.S.H.C. Forward               | Actief           |           |                                                       | GSC Vindicat atque Polit              | 415      |            |
| G.S.IJ.V. The Bulldogs         | 1991             | Actief    |                                                       |                                       | 26       |            |
| G.S.K.V. Northside Barbell     | 2014             | Actief    |                                                       | ACLO                                  | 102      |            |
| GSKV De Parabool               | 1 juni 1980      | Actief    |                                                       | Studentenkorfbalcommissie             | 139      |            |
| G.S.P.V. De NoordPole          |                  | Actief    |                                                       | ACLO                                  | 111      |            |
| G.S.P.V. Parafrid              | 1986             | Actief    |                                                       | ACLO KNHS-VNS                         | 108      |            |
| G.S.R. Aegir                   | 7 februari 1878  | Actief    |                                                       | GSC Vindicat atque Polit              | 560      |            |
| G.S.O.V. Octopus               |                  | Opgeheven |                                                       |                                       |          |            |
| G.S.R. De Rijclub              | 1850             | Actief    |                                                       | GSC Vindicat atque Polit              |          |            |
| G.S.R.C.                       | 12 augustus 1986 | Actief    | Rijksuniversiteit Groningen Hanzehogeschool Groningen | GSC Vindicat atque Polit              | 80       |            |
| G.S.S.V. Donar 1881            | 1881             | Actief    | Rijksuniversiteit Groningen Hanzehogeschool Groningen | ACLO                                  | 32       |            |
| G.S.S.V. Squadraat             |                  | Actief    |                                                       |                                       | 168      |            |
| G.S.S.V. Tjas                  | 6 maart 1968     | Actief    |                                                       |                                       | 407      |            |
| G.S.T.C.                       | 1932             | Actief    |                                                       | GSC Vindicat atque Polit              | 205      |            |
| G.S.T.T.V. Idefix              | 1 april 1971     | Actief    |                                                       |                                       | 46       |            |
| G.S.T.V. Tritanium             | 2002             | Actief    |                                                       |                                       | 60       |            |
| G.S.V.V. Kroton                | 1964             | Actief    |                                                       | ACLO                                  | 200      |            |
| GSVV Veracles                  | 1968             | Actief    |                                                       | ACLO                                  | 270      |            |
| GSVV Donitas                   | 1971             | Actief    |                                                       | ACLO                                  | 300      |            |
| GSSV Moddervet                 |                  | Actief    | Rijksuniversiteit Groningen Hanzehogeschool Groningen | ACLO                                  | 85       |            |
| G.S.V.V. The Knickerbockers    | 15 februari 1967 | Actief    |                                                       |                                       | 574      |            |
| G.S.W.C. The Bares             | 1990             | Actief    |                                                       | GSC Vindicat atque Polit              | 131      |            |
| G.S.W.V. Surface               |                  | Actief    |                                                       |                                       | 131      |            |
| G.S.K.V. Released              | 2010             | Actief    |                                                       |                                       | 138      |            |
| GSWV Tandje Hoger              | 17 januari 1977  | Actief    |                                                       |                                       | 150      |            |
| G.S.Z.C. De Walvisch           | 1933             | Actief    |                                                       | GSC Vindicat atque Polit              | 79       |            |
| G.S.Z.V. De Golfbreker         | 1994             | Actief    |                                                       |                                       | 184      |            |
| G.S.Z. Mayday                  | 9 juni 1994      | Actief    | Rijksuniversiteit Groningen Hanzehogeschool Groningen |                                       | 275      |            |
| GAA Groningen Gaelic           |                  | Inactief  |                                                       |                                       |          |            |
| GKV                            |                  | Actief    |                                                       |                                       | 250      |            |
| Gronical Dizziness             | 1985             | Actief    |                                                       |                                       |          |            |
| Groningen Giants               | 1999             | Actief    |                                                       | ACLO                                  |          |            |
| H.V. De Cirkeltijgers          | 1963             | Actief    |                                                       |                                       | 80       |            |
| Lacrosse Groningen             | 2003             | Actief    |                                                       |                                       | 83       |            |
| SDV The Blue Toes              | 1998             | Actief    |                                                       | ACLO                                  | 200      |            |
| STUGG                          | 30 december 2008 | Actief    |                                                       |                                       | 97       |            |
| Tennisclub Albertus Magnus     |                  | Actief    |                                                       | RKSV Albertus Magnus                  | ±500     |            |
| T.C. Veracket                  | 1 oktober 1999   | Actief    | Rijksuniversiteit Groningen Hanzehogeschool Groningen | ACLO                                  | ±500     |            |
| UC Face Off                    | 22 januari 1998  | Actief    |                                                       |                                       | 52       |            |

## Haarlem
- HSRV Amphitrite (roeien)

## Leeuwarden
- SVV Icarius (volleybal)

## Leiden
| Vereniging                                         | Oprichtingsdatum                   | Status                               | Doelgroep/Instituut                                         | Koepelorganisatie/Netwerk                            | Ledental | Afbeelding |
| -------------------------------------------------- | ---------------------------------- | ------------------------------------ | ----------------------------------------------------------- | ---------------------------------------------------- | -------- | ---------- |
| E.L.S.Z.W.V. Aquamania                             |                                    | Actief                               | Universiteit Leiden                                         | PKvV Leiden                                          |          |            |
| A.L.S.R.V. Asopos de Vliet                         | 1 oktober 1962                     | Actief                               | Universiteit Leiden                                         | PKvV Leiden                                          | 850      |            |
| Augustijnse Studenten Hockey Subvereniging         |                                    | Actief als ondervereniging           | LVVS Augustinus                                             | LVVS Augustinus                                      |          |            |
| A.L.S.Z.V. De Blauwe Schuit                        | 8 november 1966                    | Actief                               | Universiteit Leiden                                         | (VSL Catena) PKvV Leiden                             | 300      |            |
| Darlequints                                        | 1990                               | Opgegaan in de Leidse Rugbyclub DIOK | ALSV Quintus LVVS Augustinus                                | (ALSV Quintus)                                       |          |            |
| Harlequints SRC                                    | 10 november 1982                   | Opgegaan in het LSRG                 | ALSV Quintus LVVS Augustinus Haagsche Studenten Vereeniging | (ALSV Quintus)                                       |          |            |
| SDA Leidance                                       |                                    | Actief                               | Universiteit Leiden                                         |                                                      |          |            |
| Leidse Studenten AlpenClub                         | 3 maart 1924                       | Actief                               | Universiteit Leiden Hogeschool Leiden                       | LSV Minerva                                          | 120      |            |
| Leiden Arrows                                      |                                    | Actief                               | Universiteit Leiden                                         |                                                      |          |            |
| Leidse Studenten Bobslee Club                      | 1979                               | Actief als ondervereniging           | LSV Minerva                                                 | LSV Minerva                                          |          |            |
| Leidse Studenten Duikvereniging                    | 26 januari 1973                    | Actief                               | Universiteit Leiden                                         | PKvV Leiden Nederlandse Onderwatersport Bond         | 140      |            |
| Leidse Studs                                       | 15 augustus 1986                   | Actief als ondervereniging           | LSV Minerva                                                 | LSV Minerva                                          |          |            |
| Leidsch Studenten Rugby Gezelschap                 | 1960 bij Minerva 1995 fusie (open) | Actief                               | Universiteit Leiden                                         | (LSV Minerva)                                        |          |            |
| Leidsche Studenten Cricket Club                    | 1883                               | Actief als ondervereniging           | LSV Minerva                                                 | LSV Minerva                                          |          |            |
| Leidse Studenten Voetbal Vereniging '70            |                                    | Actief                               | Universiteit Leiden                                         |                                                      |          |            |
| Leidse Studenten Scherm Vereniging                 |                                    | Actief                               | Universiteit Leiden                                         |                                                      |          |            |
| A.L.S.K.V. Levitas                                 | 1969                               | Actief                               | Universiteit Leiden                                         | PKvV Leiden                                          | 120      |            |
| LUSV Badminton                                     |                                    | Actief                               | Universiteit Leiden                                         |                                                      |          |            |
| LUSV Basketball                                    |                                    | Actief                               | Universiteit Leiden                                         |                                                      |          |            |
| KSRV Njord                                         | 1874                               | Actief                               | Universiteit Leiden                                         | (Leidsche Studenten Corps) LSV Minerva & PKvV Leiden |          |            |
| S.W.V. Plankenkoorts                               |                                    | Actief                               | Universiteit Leiden                                         | PKvV Leiden                                          |          |            |
| K.L.S.V.t.V.O.i.d.W. Pro Patria                    | 3 november 1866                    | Actief als ondervereniging           | LSV Minerva                                                 | LSV Minerva Studenten Weerbaarheden Convent          |          |            |
| S.T.V. Qravel                                      |                                    | Actief                               | Universiteit Leiden                                         | (ALSV Quintus)                                       |          |            |
| Quintersport                                       |                                    | Actief als ondervereniging           | ALSV Quintus                                                | ALSV Quintus                                         |          |            |
| Studenten Poloclub Leiden                          | 1987                               | Actief als ondervereniging           | LSV Minerva                                                 | LSV Minerva                                          |          |            |
| SKC                                                | 1 september 1969                   | Actief                               | Universiteit Leiden                                         | (SSR-Leiden)                                         | 215      |            |
| Skateology                                         |                                    | Actief                               | Universiteit Leiden                                         |                                                      |          |            |
| L.S.S.G 'De Skeve Skaetsch'                        | 2006                               | Actief als ondervereniging           | LSV Minerva                                                 | LSV Minerva                                          |          |            |
| L.S.H. Thor                                        |                                    | Actief                               | Universiteit Leiden                                         |                                                      |          |            |
| Leidse Universitaire Hardloopvereniging "Currimus" | 2007                               | Actief                               | Universiteit Leiden Hogeschool Leiden                       | Leiden Atletiek                                      |          |            |

## Maastricht
- MSRV Saurus (roeien)
- DBSV Red Socks (voetbal)
- Dutch Mountains (mountainbiken en wielrennen)
- MSUV Hooked (floorball)
- SKVM Kinran (karate)
- Lagakari (Zeilen)
- MaasLax (lacrosse)
- MaasSAC (Klimmen)
- MAS Incontro (schermen)
- MSAV Uros (atletiek)
- MSBC Heep (badminton)
- M.S.D.V. Let's Dance! (dans)
- MSHV Manos (handbal)
- MSKV De Hippo's (korfbal)
- MSRG De Maraboes (rugby)
- M.S.T.V. Saturnus (turnen)
- M.S.T.V. Stennis (tennis)
- M.S.V.V. Fyrfad (volleybal)
- MSZV Tiburon (zwemmen)

## Middelburg
- MSRA Odin (roeien)

## Nijmegen
| Vereniging                            | Oprichtingsdatum  | Status              | Doelgroep/Instituut                                       | Koepelorganisatie/Netwerk | Ledental | Afbeelding |
| ------------------------------------- | ----------------- | ------------------- | --------------------------------------------------------- | --- | -------- | ---------- |
| NSSV Aeolus                           | 1980              | Actief              | Radboud Universiteit Nijmegen, Hogeschool Arnhem Nijmegen | Nijmeegse Studenten Sport Raad, Koninklijk Nederlands Watersport Verbond                                                                                  | 100      |            |
| NSTTV Akris                           | 1968              | Actief              | Radboud Universiteit Nijmegen, Hogeschool Arnhem Nijmegen | Nijmeegse Studenten Sport Raad, Nederlandse Tafeltennisbond                                                                                               | 55       |            |
| NSHC Apeliotes                        | 8 oktober 1987    | Actief              | Radboud Universiteit Nijmegen, Hogeschool Arnhem Nijmegen | Nijmeegse Studenten Sport Raad, Koninklijke Nederlandse Hockeybond                                                                                        | 450      |            |
| NSFV BFrisbee2's                      | 10 september 1994 | Actief              | Radboud Universiteit Nijmegen, Hogeschool Arnhem Nijmegen | Nijmeegse Studenten Sport Raad, Nederlandse Frisbeebond                                                                                                   | 50       |            |
| Bossaball Student Connection Nijmegen | 2013              | Opgeheven           | Radboud Universiteit Nijmegen, Hogeschool Arnhem Nijmegen | Nijmeegse Studenten Sport Raad |          |            |
| SDVN Dance Fever                      | 2005              | Actief              | Radboud Universiteit Nijmegen, Hogeschool Arnhem Nijmegen | Nijmeegse Studenten Sport Raad, Cultuur op de Campus | 350      |            |
| SSV De Boosters                       | 1988 (?)          | Actief              | Radboud Universiteit Nijmegen, Hogeschool Arnhem Nijmegen | Nijmeegse Studenten Sport Raad, Kleine Kompetitie | 80       |            |
| NSZV De Loefbijter                    | 23 februari 1967  | Actief              | Radboud Universiteit Nijmegen, Hogeschool Arnhem Nijmegen | Nijmeegse Studenten Sport Raad, Bestuurlijk Overleg Studentenverenigingen Nijmegen, VNSZ Nestor                                                           | 160      |            |
| NSSV Don Quichote                     | 1941              | Actief              | Radboud Universiteit Nijmegen, Hogeschool Arnhem Nijmegen | Nijmeegse Studenten Sport Raad, Koninklijke Nederlandse Algemene Schermbond                                                                               |          |            |
| Dorans E-sports                       | 14 januari 2015   | Actief              | Radboud Universiteit Nijmegen, Hogeschool Arnhem Nijmegen | Nijmeegse Studenten Sport Raad, Nederlandse E-Sport Bond                                                                                                  | 90       |            |
| NSVV FC Kunde                         | 2004              | Actief              | Radboud Universiteit Nijmegen, Hogeschool Arnhem Nijmegen | Nijmeegse Studenten Sport Raad, Koninklijke Nederlandse Voetbalbond                                                                                       | 300      |            |
| NSSV FEL (Fortis Et Liber)            | 2015              | Actief              | Radboud Universiteit Nijmegen, Hogeschool Arnhem Nijmegen | Nijmeegse Studenten Sport Raad, Survivalrun Bond Nederland                                                                                                |          |            |
| NSJV Fudoshin                         | oktober 2005      | Actief              | Radboud Universiteit Nijmegen, Hogeschool Arnhem Nijmegen | Nijmeegse Studenten Sport Raad, Judobond Nederland | 65       |            |
| NSZV Ha-Stu                           | 1974              | Actief              | Radboud Universiteit Nijmegen, Hogeschool Arnhem Nijmegen | Nijmeegse Studenten Sport Raad, Nederlands Handbal Verbond                                                                                                |          |            |
| NSVV Heyendaal                        | 1967              | Actief              | Radboud Universiteit Nijmegen, Hogeschool Arnhem Nijmegen | Nijmeegse Studenten Sport Raad, Nevobo | 250      |            |
| SUFV Hot Shots Nijmegen               | 16 september 2005 | Actief              | Radboud Universiteit Nijmegen, Hogeschool Arnhem Nijmegen | Nijmeegse Studenten Sport Raad, Nederlandse Floorball en Unihockey Bond                                                                                   | 50       |            |
| NSZ&WV Hydrofiel                      | 29 juni 1972      | Actief              | Radboud Universiteit Nijmegen, Hogeschool Arnhem Nijmegen | Nijmeegse Studenten Sport Raad, Stichting NSZ, Koninklijke Nederlandse Zwembond                                                                           |          |            |
| NSRV Jolly Jumper                     | 1977              | Actief              | Radboud Universiteit Nijmegen, Hogeschool Arnhem Nijmegen | Nijmeegse Studenten Sport Raad, Koninklijke Nederlandse Hippische Sportfederatie-Vereniging Nederlandse Studentenruiters                                  | 90       |            |
| SMVN Kaizen                           | 2012              | Opgegaan in Radbudo | Radboud Universiteit Nijmegen, Hogeschool Arnhem Nijmegen | Nijmeegse Studenten Sport Raad |          |            |
| NSLV Keizerstad Kannibalz             | 2007              | Actief              | Radboud Universiteit Nijmegen, Hogeschool Arnhem Nijmegen | Nijmeegse Studenten Sport Raad, NLB | 80       |            |
| NSTV KUNST                            | 15 november 1994  | Actief              | Radboud Universiteit Nijmegen, Hogeschool Arnhem Nijmegen | Nijmeegse Studenten Sport Raad, Koninklijke Nederlandse Gymnastiek Unie                                                                                   | 165      |            |
| NSSSV Lacustris                       | 1993              | Actief              | Radboud Universiteit Nijmegen, Hogeschool Arnhem Nijmegen | Nijmeegse Studenten Sport Raad, Koninklijke Nederlandsche Schaatsenrijders Bond                                                                           | 100      |            |
| NSPV Lasya                            | 2014              | Actief              | Radboud Universiteit Nijmegen, Hogeschool Arnhem Nijmegen | Nijmeegse Studenten Sport Raad, Cultuur op de Campus | 170      |            |
| NSWV Mercurius                        | 19 februari 2003  | Actief              | Radboud Universiteit Nijmegen, Hogeschool Arnhem Nijmegen | Nijmeegse Studenten Sport Raad, Studenten Wielersport Nederland, Koninklijke Nederlandsche Wielren Unie                                                   | 170      |            |
| NSFV Morado CF                        | 2009              | Actief              | Radboud Universiteit Nijmegen, Hogeschool Arnhem Nijmegen | Nijmeegse Studenten Sport Raad, Koninklijke Nederlandse Voetbalbond                                                                                       | 100      |            |
| NijSAC                                | 1984              | Actief              | Radboud Universiteit Nijmegen, Hogeschool Arnhem Nijmegen | Nijmeegse Studenten Sport Raad, Nederlandse Studenten Alpen Club, Koninklijke Nederlandse Klim- en Bergsport Vereniging                                   | 80       |            |
| Nijmeegs Studenten Golf Genootschap   | 1992              | Inactief            | Radboud Universiteit Nijmegen, Hogeschool Arnhem Nijmegen | Nederlandse Studenten Golf Vereniging,Koninklijke Nederlandse Golf Federatie                                                                              |          |            |
| NSRV Obelix                           | 1970              | Actief              | Radboud Universiteit Nijmegen, Hogeschool Arnhem Nijmegen | Nijmeegse Studenten Sport Raad, Rugby Nederland |          |            |
| NSRV Phocas                           | 1947              | Actief              | Radboud Universiteit Nijmegen, Hogeschool Arnhem Nijmegen | Nijmeegse Studenten Sport Raad, Bestuurlijk Overleg Studentenverenigingen Nijmegen, Nederlandse Studenten Roeifederatie, Koninklijke Nederlandse Roeibond | 900      |            |
| NSKV Profectus                        | 2016              | Actief              | Radboud Universiteit Nijmegen, Hogeschool Arnhem Nijmegen | Nijmeegse Studenten Sport Raad, Koninklijke Nederlandse Krachtsport en Fitnessbond                                                                        |          |            |
| NSSHV Radboud Rangers                 | 2005              | Actief              | Radboud Universiteit Nijmegen, Hogeschool Arnhem Nijmegen | Nijmeegse Studenten Sport Raad, Koninklijke Nederlandse Baseball en Softball Bond                                                                         |          |            |
| NSIJV Radboud Saints                  | 2010              | Actief              | Radboud Universiteit Nijmegen, Hogeschool Arnhem Nijmegen | IJshockey Nederland | 25       |            |
| NSVV Radbudo                          | 2023              | Actief              | Radboud Universiteit Nijmegen, Hogeschool Arnhem Nijmegen | Nijmeegse Studenten Sport Raad |          |            |
| NSKV SkunK                            | 1991              | Actief              | Radboud Universiteit Nijmegen, Hogeschool Arnhem Nijmegen | Nijmeegse Studenten Sport Raad, Koninklijk Nederlands Korfbalverbond                                                                                      | 100      |            |
| NSLTC Slow                            | 31 januari 1962   | Actief              | Radboud Universiteit Nijmegen, Hogeschool Arnhem Nijmegen | Nijmeegse Studenten Sport Raad, Koninklijke Nederlandse Lawn Tennis Bond                                                                                  | 600      |            |
| NSA Stabilo                           | 2008              | Actief              | Radboud Universiteit Nijmegen, Hogeschool Arnhem Nijmegen | Nijmeegse Studenten Sport Raad, Nijmeegse Aeroclub, Koninklijke Nederlandse Vereniging voor Luchtvaart                                                    |          |            |
| NSBC Stuban                           | 30 september 1966 | Actief              | Radboud Universiteit Nijmegen, Hogeschool Arnhem Nijmegen | Nijmeegse Studenten Sport Raad, Badminton Nederland | 90       |            |
| NSAV 't Haasje                        | 19 november 1979  | Actief              | Radboud Universiteit Nijmegen, Hogeschool Arnhem Nijmegen | Nijmeegse Studenten Sport Raad, Koninklijke Nederlandse Atletiek Unie                                                                                     | 150      |            |
| NSBV Trajanum                         | september 1966    | Actief              | Radboud Universiteit Nijmegen, Hogeschool Arnhem Nijmegen | Nijmeegse Studenten Sport Raad, Nederlandse Basketball Bond                                                                                               | 100      |            |
| NSTV Trion                            | 2005              | Actief              | Radboud Universiteit Nijmegen, Hogeschool Arnhem Nijmegen | Nijmeegse Studenten Sport Raad, Nederlandse Triathlon Bond                                                                                                | 80       |            |
| SSVN Tussen de Torens                 | 2021              | Actief              | Radboud Universiteit Nijmegen, Hogeschool Arnhem Nijmegen | Nijmeegse Studenten Sport Raad, Koninklijke Nederlandse Schaakbond                                                                                        |          |            |
| NSJV Zanshin                          | 2003              | Opgegaan in Radbudo | Radboud Universiteit Nijmegen, Hogeschool Arnhem Nijmegen | Nijmeegse Studenten Sport Raad, Judobond Nederland | 30       |            |

## Rotterdam
- EUR-Roadrunners (hardlopen)
- BV Erasmus (badminton)
- E.S.S.V. Alcedo (schaatsen)
- Erasmus Volley (volleybal)
- R.S.T.V. Passing Shot (tennis)
- R.S.V. Antibarbari (voetbal)
- Rotterdamse Studenten Alpen Club (klimmen en bergsport)
- BV Erasmus (badminton)
- R.S.T.V. Euroturn (turnen)
- E.B.V. Baros (basketball)
- RSKV Erasmus (korfbal)
- E.H.V. Never Less (hockey)
- Erasmus Dance Society (stijldans)
- Rotterdamse Studenten Rugby Club (rugby)
- A.R.S.R. Skadi (roeien)
- R.R.S.V. Snoopy (volleybal)
- Rotterdamse Studenten Zeilvereniging (zeilen)
- R.S.Z.W.V. Ragnar (zwemmen en waterpolo)
- Rotterdam Jaguars (lacrosse)
- Zaalvoetbalvereniging Rotterdamse Studenten (zaalvoetbal)
- R.S.G.A. Sweetspot (golf)
- R.S.R. Marcroix (paardrijden)
- R.S.S.V. Tick in de Nick (squash)

## Tilburg
- SCA Fortis (crossfit)
- TSEA Link (esport)
- TSHV SHOT (hockey)
- TSKV Spartacus (fitness/krachtsport)
- SKV Melmac (korfbal)
- TSBV Chikara (karate, jiu-jitsu en judo)
- TSGV Underpar (golf)
- TSHV Camelot (handbal)
- TSTV Lacoste (tennis)
- T.S.V.V. Gepidae (volleybal)
- TSVV Merlijn (voetbal)
- TSR Vidar (roeien)
- TSSV Lancelot (squash)
- TSAV Parcival (atletiek)
- TSBV Pendragon (basketbal)
- TSBV Sauron (badminton)
- TSOSV Falco (Duiken)
- TSA Tilsac (Klimmen)
- TSRC Tarantula (rugby)
- TSR Cave ne Cadas (paardrijden)
- TSSV Braga (schaatsen)
- TSWV Downhill (skiën en snowboarden)
- TSWV Spin-Out (windsurfen)
- TTV Hyperion (tafeltennis)
- TSWV De Meet (wielrennen)

## Utrecht
| Vereniging                                     | Oprichtingsdatum | Status | Doelgroep/Instituut | Koepelorganisatie/Netwerk               | Ledental | Afbeelding |
| ---------------------------------------------- | ---------------- | ------ | ------------------- | --------------------------------------- | -------- | ---------- |
| Rinoceros (Hockey)                             | 1993             | Actief |                     |                                         | 85       |            |
| U.S. Histos (Zeilen)                           | 1979             | Actief |                     |                                         | 470      |            |
| USWV de Domrenner (Wielrennen)                 | 1997             | Actief |                     |                                         | 150      |            |
| Odysseus '91 (Voetbal)                         | 1991             | Actief |                     |                                         | 450      |            |
| USSV Softijs (Schaatsen)                       | 1986             | Actief |                     |                                         | 200      |            |
| Utrechtse Studenten Rugby Society (Rugby)      | 1967             | Actief |                     |                                         | 190      |            |
| USKV Hebbes (Korfbal)                          | 1986             | Actief |                     |                                         |          |            |
| USAC (Klimmen)                                 | 1928             | Actief |                     |                                         |          |            |
| U-turn (Turnen)                                | 2006             | Actief |                     |                                         |          |            |
| SBU (Basketball)                               | 1987             | Actief |                     |                                         |          |            |
| Van Slag (Volleybal)                           |                  | Actief |                     |                                         | 450      |            |
| U.S.D.V U Dance (Stijldansen)                  |                  | Actief |                     |                                         |          |            |
| USV Protos (Volleybal)                         | 1957             | Actief |                     |                                         | 230      |            |
| U.S. Beat It (Squash)                          |                  | Actief |                     |                                         |          |            |
| U.S.R. Hippeia (Paardrijden)                   |                  | Actief |                     |                                         |          |            |
| U.S.R. Triton (Roeien)                         | 1880             | Actief |                     | Utrechtsch Studenten Corps (voormalig)  | 1100     | Tritonblad |
| Utrechtse Studenten Hockey Club (Hockey)       | 1971             | Actief |                     |                                         | 600      |            |
| T.C. De Uithof (Hockey)                        |                  | Actief |                     |                                         | 600      |            |
| STUdance (Dansen)                              | 1993             | Actief |                     |                                         | 300      |            |
| SPIN Boardsports (Boardsport)                  | 2003             | Actief |                     |                                         |          |            |
| RUS (Rugby)                                    | 1985             | Actief |                     |                                         | 100      |            |
| H.V. Beertje (Handbal)                         |                  | Actief |                     |                                         | 100      |            |
| A.U.S.R. Orca (Roeien)                         | 1970             | Actief |                     |                                         | 1000     | Orcablad   |
| S.B. Helios (Badminton)                        | 1998             | Actief |                     |                                         | 100      |            |
| U.S.F.V. Jungle-Speed (Floorball)              |                  | Actief |                     | Nederlandse Floorball en Unihockey Bond |          |            |
| USBF (Basketball)                              |                  | Actief |                     |                                         | 250      |            |
| A.V. Phoenix (Atletiek)                        |                  |        |                     |                                         |          |            |
| Domstad Devils (Lacrosse)                      |                  |        |                     |                                         |          |            |
| Jumping Spectacles (Acrobatische rock-'n-roll) |                  |        |                     |                                         |          |            |
| Roeiploeg Hogeschool Utrecht (sloeproeien)     |                  |        |                     |                                         |          |            |
| Sakura-Kai (Naginata en Kendo)                 |                  |        |                     |                                         |          |            |
| SKO O-Ki-Do (Karate-Do)                        |                  |        |                     |                                         |          |            |
| SKVU Obelix (krachtsport)                      |                  |        |                     |                                         |          |            |
| USijV The Buccanneers (ijshockey)              |                  |        |                     |                                         |          |            |
| USSV Simius Hircus (survivalrunning)           |                  |        |                     |                                         |          |            |
| USZ&WF Het Zinkstuk (zwemmen en waterpolo)     |                  |        |                     |                                         |          |            |
| VSRC (Rugby)                                   |                  |        |                     |                                         |          |            |
| V.S.R. "De Solleysel" (Paardensport)           | 1934             | Actief |                     |                                         |          |            |

|}

## Wageningen
- W.O.E.S.T. (survivalrun)
- W.S.G. Paragon (esports)
- Krachtsportvereniging Wageningen Beasts
- W.S.S. Transvaal (schietsport)
- WSZV Aqua (zeilen)
- S.Z.V. Aquifer (zwemmen)
- W.S.R. Argo (roeien)
- W.H.V. Centauri (handbal)
- WSKV Débaldérin (korfbal)
- Frisbeevereniging WAF
- W.S.B.V. De Grondleggers (judo, jiu-jitsu, boksen en taekwondo)
- W.S.A.C. Ibex (Klimmen)
- W.S.S.V. IJzersterk (schaatsen)
- Hipac St. Joris (paardrijden)
- B.C. De Lobbers (badminton)
- W.S.W.V. Pila Ictus (waterpolo)
- W.S.S.V. De Schermutselaers (schermen)
- BV Sphinx (basketbal)
- W.S.T.V. Split (turnen)
- WUV Stick Together (unihockey)
- S.T.T.V. De Stuiterd (tafeltennis)
- W.A.V. Tartlétos (atletiek))
- W.S.L.V Wageningen Warriors (Lacrosse)
- WaHo (volleybal)
- G.T.C. Walhalla (tennis)
- Wageningen Archery Club WAC (handboogschieten)
- W.S.W.V. Hellingproof (wielrennen)

## Zwolle
- ZSR Boreas (roeien)
- Z.S.Z.V. Natatilis (zwemmen)